# Bibersbach (Röslau, Gemeindeteil)
Bibersbach ist ein Gemeindeteil der Gemeinde Röslau im Landkreis Wunsiedel im Fichtelgebirge (Oberfranken, Bayern).
Das Dorf liegt am nordöstlichen Ausläufer des Zeitelmooses gut drei Kilometer südöstlich des Röslauer Gemeindezentrums. Das Stadtzentrum von Wunsiedel ist zweieinhalb Kilometer in südlicher Richtung entfernt. Durch die Ansiedlung fließt der Zeitelmoosbach, der im weiteren Verlauf als Bibersbach in die Röslau mündet.

## Geschichte
Im Jahr 1499 trug das Dorf den Namen „Pipersbach“, eine Mühle existierte bereits. Bis 1826 verlief die Landstraße zwischen Wunsiedel und Hof durch die Siedlung. Infolge des Zweiten Gemeindeedikts ging Bibersbach 1818 in der Gemeinde Grün auf. 1966 wurde das Dorf nach Röslau eingemeindet.